# Харьковский вагоностроительный завод
Харьковский вагоностроительный завод (ХВСЗ) — завод по ремонту вагонов для нужд железнодорожного транспорта, расположенный в Харькове.

Заводоуправление на ул. Котлова

## История
В 1869 году в Харькове были созданы Главные вагонные мастерские.
В середине 1919 года в Харьковской губернии начал деятельность подпольный ревком. В харьковских железнодорожных мастерских по заданию ревкома была создана подпольная группа («пятёрка»), занимавшаяся организацией побегов пленных красноармейцев (которые под конвоем работали на железнодорожной станции) - под пакгаузом был оборудован тайник с продуктами и гражданской одеждой, в котором прятали и переодевали беглецов, прежде чем переправить на конспиративные квартиры.
В 1929 году на базе вагонных мастерских был создан Харьковский вагоноремонтный завод.
В первые дни годы Великой Отечественной войны завод выпускал бронеплощадки, вагоны для перевозки раненых в санитарных поездах. В 1941 году был эвакуирован в Анжеро-Судженск. В ноябре 1943 года, через три месяца после освобождения Харькова, завод вновь начал ремонт вагонов.
В 2004 году для австрийской железной дороги силами завода  был проведен  тестовый ремонт специализированных грузовых вагонов (с боковой разгрузкой с секторным замком и откидной крышей) типа TADNS.
С декабря 2008 завод был реорганизован в ООО «Харьковский вагоностроительный завод» (ООО ХВСЗ).

## Продукция
Завод специализируется на капитально-восстановительном ремонте пассажирских вагонов и ремонте колесных пар, строительстве плацкартных и сборке купейных вагонов конструкции ТВСЗ. Производственные мощности ХВСЗ позволяют ремонтировать 24-35 вагона в год. В годы советской власти завод ремонтировал около 70 вагонов в год в объеме КР-2.